# سيندي فاركوهار
سيندي فاركوهار (بالإنجليزية: Cindy Farquhar)‏ هي باحثة نيوزيلندية، ولدت في 12 أغسطس 1956 في أوكلاند في نيوزيلندا.